# Wanghailou-kerk
De Wanghailou-kerk (Chinees: 望海楼教堂, Pinyin: Wanghailou jiaotang, Engels: Wanghailou Church), is een katholieke kerk in de Chinese stad Tianjin. De kerk staat ook bekend onder de naam Onze-lieve-Vrouw van de Overwinning (圣母得胜堂, Shengmu desheng tang, Our Lady of Victory Church). Het kerkgebouw is gelegen aan de noordelijke oever van de rivier Hai He in het noordwesten van de stad aan de Jingzhonghe-straat tussen de Shizilin- en de Jingangqiao-brug.

## Geschiedenis

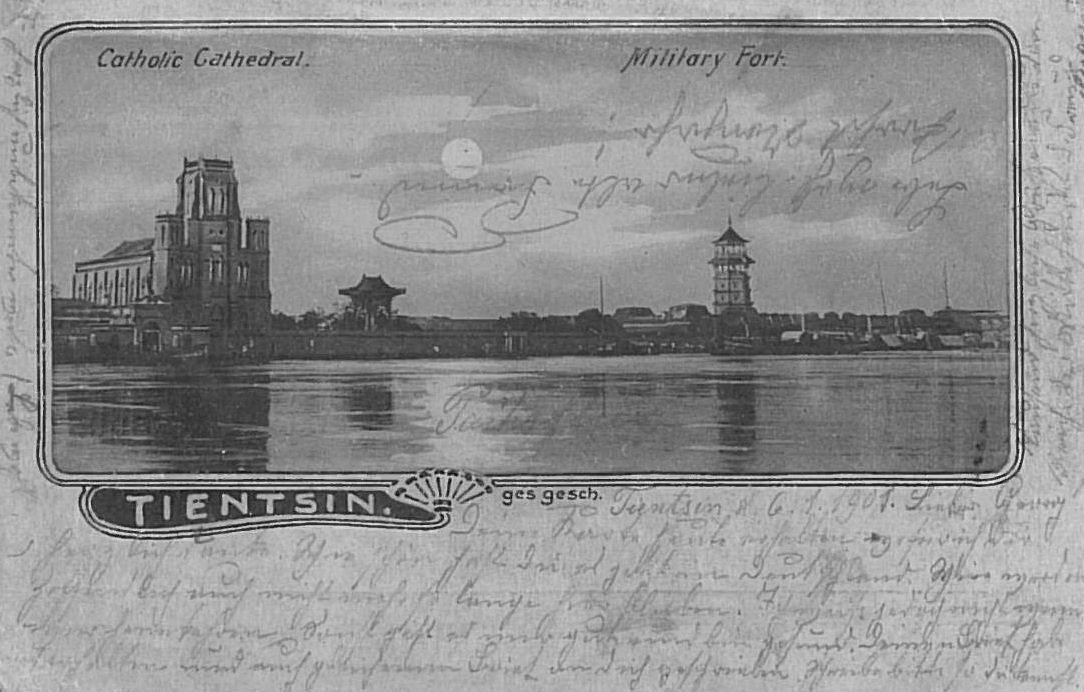
De kathedraal en het militaire fort circa 1900

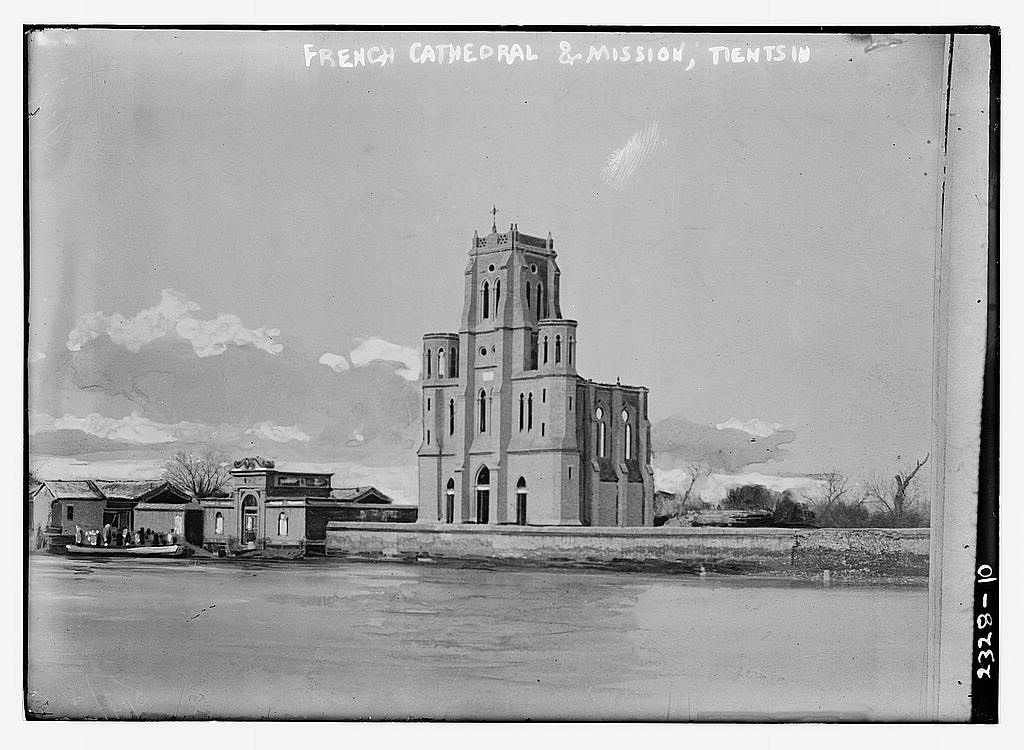
De herbouw van de kathedraal na de bokseropstand, circa 1910

In 1861, enkele maanden nadat Frankrijk een concessie kreeg in de stad, lieten de Fransen aan de oever van de Hai He-rivier een katholiek kerkgebouw oprichten voor de soldaten, missionarissen en handelslui in de regio. De als Cathédrale Notre-Dame des Victoires gebouwde kerk werd in neoromaanse stijl gebouwd. 
Tijdens anti-christelijke rellen werd de kerk op 21 juni 1870 in brand gestoken, waarbij de Franse consul van Tianjin werd vermoord. De stationering van troepen tijdens de Eerste Opiumoorlog tussen 1858-1865 en het gebruiken van de keizerlijke villa door het Franse consulaat leidden tot nieuwe irritaties onder de bevolking. Het gerucht werd verspreid dat de zusters van de liefdadigheid, die zich ontfermden over wezen, de hersenen van pasgeborenen opaten en verdovende middelen produceerden. Opgehitst door lokale mandarijnen vermoordde een opgewonden menigte tien nonnen en Franse handelaren. 
De kathedraal werd nadien, dankzij de middelen die de consul bijeen wist te brengen, hersteld en kwam gereed in 1897. Het godshuis werd echter tijdens de bokseropstand opnieuw verwoest en vervolgens vanaf 1904 wederom herbouwd. 
Omdat het gebouw te klein werd, besloten de Lazaristen in de jaren 1912-1914 zuidelijker en op een veiliger plek een andere kerk te bouwen: de Sint-Jozefkathedraal.  
De kerk werd tijdens de communistische revolutie gesloten en later gedeeltelijk heropend. In 1976 werd het godshuis onder het motto "Opium voor het Volk" geplunderd door rode gardisten. Nog hetzelfde jaar werd de kerk ook nog beschadigd door een aardbeving. 
Na een restauratie in 1983 volgde de teruggave aan de katholieke kerk. Sinds 1988 is het gebouw een beschermd monument.